# مهروز ساعی
مهروز ساعی بنه‌کهل (زادهٔ ۱۴ آذر ۱۳۶۳) تکواندوکار ایرانی است که در حال حاضر در تیم ملی تکواندو زنان ایران به عنوان مربی مشغول به فعالیت است. او در بازی‌های آسیایی ۲۰۰۶ مدال برنز را در وزن ۷۲ کیلوگرم به دست آورده است.
وی خواهر هادی ساعی تکواندوکار ایرانی و همسر میثم گودرزی یکی از بزرگترین پرورش دهندگان اسب در ایران می‌باشد. ساعی که تجربه کسب مدال طلا در مسابقات کشوری را هم در کارنامه خود دارد، دارای مدرک درجه یک مربیگری بین‌المللی و مدرس رسمی فدراسیون تکواندو است. 
ساعی همچنین مدرک درجه دو داوری را داشته و دارای دان ۶ تکواندو ایران و ۵ کوکی‌وان بین‌المللی است. وی در آخرین مجمع فدراسیون تکواندو به عنوان کارشناس خبره زنان مورد تایید اعضای مجمع قرار گرفت.
ساعی همچنین مربی تیم ملی تکواندو بانوان ایران می باشد و موفقیت تکواندو در المپیک ۲۰۲۴ پاریس نقش موثری داشت.